# Сигипранд
Сигипранд (Сигибранд; итал. Sigiprando; умер не ранее 702) — старший сын и наследник герцога Асти Анспранда.

## Биография
Единственный исторический источник о Сигипранде — «История лангобардов» Павла Диакона.
Сигипранд принадлежал к жившему в Милане знатному лангобардскому роду. Его родителями были герцог Асти Анспранд и Теодорада. Как старший сын он, вероятно, также был и наследником владений отца. Младшей сестрой Сигипранда была Аурона, а братом — Лиутпранд.
На рубеже VII—VIII веков герцог Анспранд был одним из наиболее могущественных лангобардских владетелей. Поэтому в 700 году ему совместно с герцогом Бергамо Ротаритом было поручено опекунство над малолетним королём Лиутпертом.
Однако в 702 году против власти королевских регентов восстал сам намеревавшийся занять престол герцог Турина Ариперт II. В сражении с ним около Павии Лиутперт, Анспранд и Ротарит потерпели поражение. Герцог Асти смог укрыться в Баварии при дворе герцога Теудебальда, герцог Бергамо бежал в свои владения, а король был пленён и вскоре убит. По приказу ставшего лангобардским монархом Ариперта II под стражу были взяты и все члены семьи Анспранда.
Не сумев схватить герцога Асти, Ариперт II обрушил свой гнев на его близких. По приказу нового короля Сигипранд был ослеплён, а у Теодорады и Ауроны отрезаны нос и уши. Благодаря малолетству, из детей Анспранда казни избежал только Лиутпранд. Ещё один родственник Сигипранда Пётр (его дядя, по отцу или матери — неизвестно) был пострижен и впоследствии стал епископом Павии.
Дальнейшая судьба Сигипранда неизвестна. Возможно, он уже умер к 712 году, когда его отец смог возвратиться на родину и овладеть лангобардским престолом. В средневековых источниках не сообщается, был ли Сигипранд женат и были ли у него дети. По мнению некоторых авторов, его сыном был Гильдепранд, которого Павел Диакон называл племянником короля Лиуптранда (лат. nepos regis). Однако достоверность этого предположения вызывает сомнения.